# Gertrude Kelly
Gertrude Bride Kelly (Carrick-on-Suir, 10 de febrero de 1862 - 24 de febrero de 1934) fue una destacada cirujana y sufragista de la ciudad de Nueva York, activista laboral y social, partidaria de la  independencia irlandesa y anarquista.

## Biografía
Nacida como Gertrude B. Kelly, el 10 de febrero de 1862 en Carrick-on-Suir, Irlanda, hija de los maestros Jeremiah Kelly y Kate Forrest Kelly. Para sus amigos, era conocida como Bride. Emigró con su familia a los Estados Unidos en 1868, instalándose en Hoboken, Nueva Jersey. Su padre fue docente en el sistema de escuelas públicas, llegando a convertirse en director de una escuela de Nueva Jersey en 1872. En Nueva Jersey, sus padres eran miembros activos de la Land League. Su padre era el presidente de la rama de Jersey City de la Land League.
Su hermano mayor era el ingeniero eléctrico John Forrest Kelly.
Después de graduarse de la escuela secundaria, Kelly estudió medicina en el Women's Medical College of the New York Infirmary for Women and Children, se graduó en 1884 y pasó a ejercer como médico. A pesar de estar en Estados Unidos, Kelly siguió interesada en la situación en Irlanda y su trabajo en las viviendas le dio una idea de la vida de los pobres.

## Activismo
Anarquista individualista en la década de 1880, Kelly publicó artículos frecuentes en los periódicos Liberty and The Irish World. Fue la principal colaboradora de Liberty y fue muy elogiada por el editor Benjamin Tucker. Fue miembro de la Ladies' Land League en Estados Unidos. Ella creía en el Manifiesto No Rent publicado por la Liga Nacional Irlandesa de Tierras en 1881. También apoyó la libertad de otras naciones: fue miembro de Friends of Freedom for India y Friends of New Russia.
Sus principales causas locales fueron en apoyo de las mujeres y las familias pobres. Fundó una clínica médica en Chelsea y formó parte del personal quirúrgico de New York Infirmary for Women and Children durante más de 30 años. También fue secretaria de la Liga Liberal de Newark. Escribió numerosos artículos sobre procedimientos quirúrgicos y médicos, y sobre temas de salud social.
Fue muy crítica con el capitalismo, al que hacía responsable de la pobreza que veía. Habló en contra de las prácticas de enseñar a las mujeres bordado y arte en lugar de hacerlas autosuficientes. En un principio se definió a sí misma como anarquista, pero más tarde comenzó a identificarse como socialista.
En sus escritos hizo declaraciones que eran novedosas para una feminista de la época. Ella afirmó, "No hay, propiamente hablando, ninguna cuestión de mujer, aparte de la cuestión de los derechos humanos y la libertad humana".
Kelly era una atea que se refería a sí misma como una pagana no redimida. Nunca se casó, pero vivía con su compañera Mary Walsh.

## El nacionalismo irlandés
Kelly afirmó haber sido miembro de casi todas las asociaciones irlandesas de Nueva York. Fue la única mujer mecenas de la Gaelic Society en Nueva York y se ejerció como presidenta del desfile histórico irlandés de 1913. Cuando era partidaria del Gobierno Autónomo Irlandés y la Liga Irlandesa Unida de América, organizó las Mujeres Irlandesas Unidas cuando parecía que el Ulster podría quedar excluido del Tercer Proyecto de Ley del Gobierno Autónomo Irlandés en 1914. En diciembre de ese año, Kelly y la periodista irlandesa Sydney Gifford formaron el primer consejo estadounidense de Cumann na mBan, más conocido como el Consejo de Mujeres Irlandesas Fue presidenta de la asociación y organizó nuevas secciones en todo el país, además de organizar mítines y recaudar fondos. No apoyó la decisión del líder de los Voluntarios Irlandeses John Redmond de apoyar a las fuerzas armadas británicas en la Primera Guerra Mundial. Kelly también era una pacifista que creía en las protestas no violentas. Fue arrestada durante una manifestación antibélica durante la guerra. En 1917 cofundó la Liga Progresista Irlandesa (IPL). Durante la guerra, las organizaciones que criticaban la política británica fueron incluidas en la lista de vigilancia del gobierno. Como resultado de la inclusión en la lista de los miembros de las organizaciones anteriores, la IPL creía que estaban mejor posicionados para instigar a favor de la República de Irlanda en Washington.
Kelly fue una de las organizadoras de los Piquetes de Mujeres Estadounidenses para la Aplicación de los Objetivos de Guerra de Estados Unidos que protestaron en la Embajada Británica en Washington en 1920. También organizaron una huelga en Chelsea Piers, que duró tres semanas y media, en protesta por las acciones del primer ministro británico en relación con el Arzobispo irlandés Daniel Mannix y el arresto del alcalde de Cork, Terence MacSwiney. La huelga se extendió a Brooklyn, Nueva Jersey y Boston e incluyó a trabajadores irlandeses, italianos y afroamericanos. La huelga en Chelsea Piers fue calificada como "la primera huelga puramente política de trabajadores en la historia de los Estados Unidos" por The New York Sun.
En enero de 1921, Kelly y Kathleen O'Brennan formaron una rama estadounidense de la Cruz Blanca Irlandesa.

## Legado

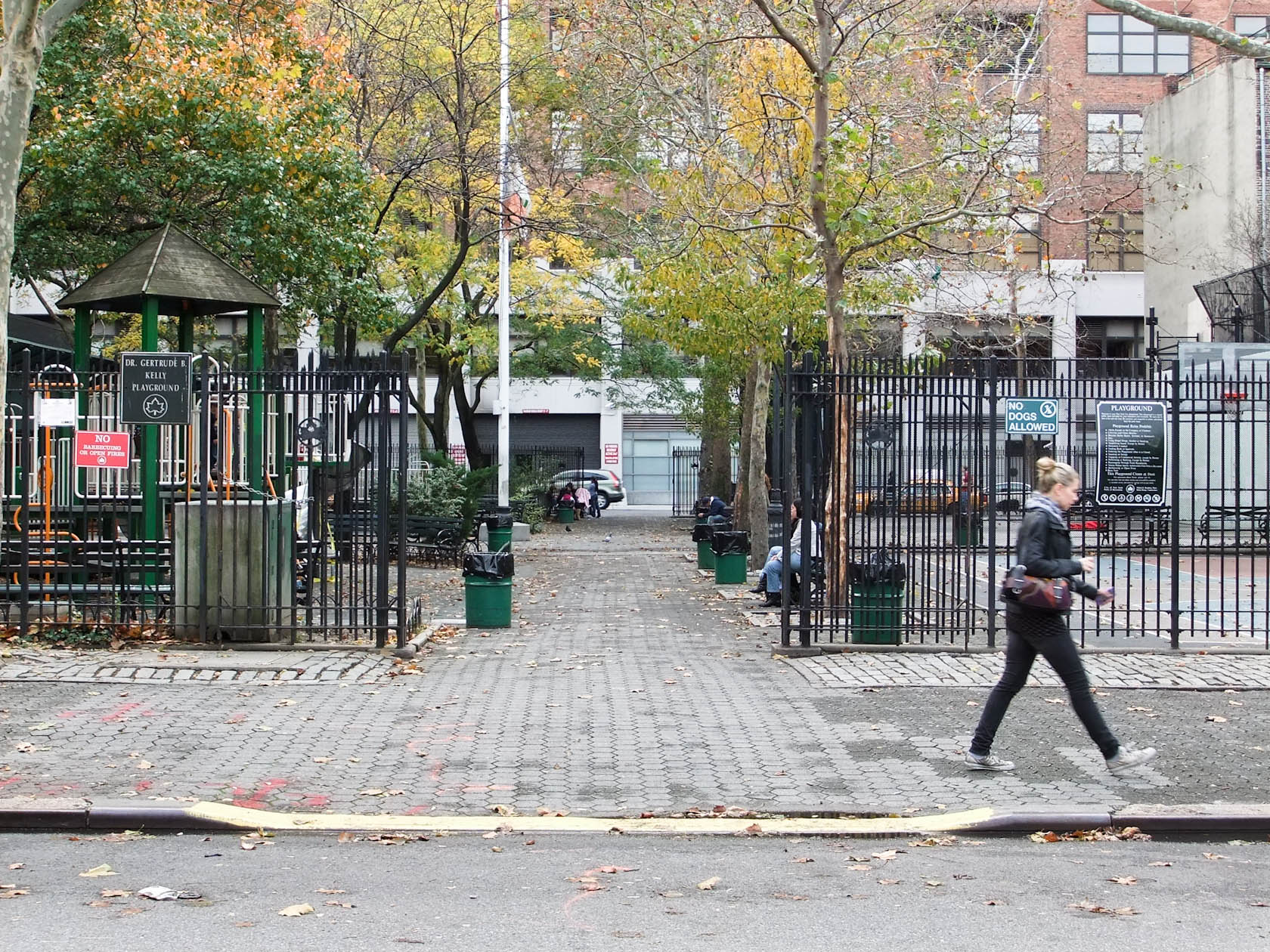
Área de juegos de la Dra. Gertrude B. Kelly

Kelly murió el 24 de febrero de 1934. Dos años más tarde, el 16 de mayo de 1936, el alcalde de Nueva York, Fiorello H. La Guardia, le dedicó un parque infantil en el distrito de Chelsea, el Dra. Gertrude B. Kelly Playground.

## Otras lecturas
- Barr S, 2012, Irish Women: Forgotten First Wave Feminists, Universidad de Missouri-St Louis, p60 2–1.
- Bayor R, TJ Meagher, 1996, The New York Irish, Johns Hopkins University Press, Maryland, p364, 371
- Irish World, 24 de febrero de 1934, Obituario de la Dra. Gertrude Kelly.
- McElroy W, octubre de 1998, Gertrude B. Kelly: A Forgotten Feminist, the Freeman, Copyright 8, Foundation for Economic Education.
- ISBN 978-0-7391-0473-6
- ISBN 978-0-8018-5764-5
- ISBN 978-1-4008-4223-0
- ISBN 978-0-8156-5240-3
- ISBN 978-0-8204-7453-3

- Datos: Q27967135